# Pułk Huzarów Pancernych im. Księcia Aleksandra
Pułk Huzarów Pancernych im. Księcia Aleksandra (Regiment Huzaren Prins Alexander) - pułk pancerny królewskiej armii holenderskiej
Nazwany na cześć księcia Aleksandra, drugiego syna Wilhelma II Holenderskiego.
Wchodzi w skład 41 Brygady Zmechanizowanej (41 Gemechaniseerde Brigade) operującej na czołgach niemieckiej produkcji - Leopard 2.